# ダイヤモンド・ダガー賞
ダイヤモンド・ダガー賞（ダイヤモンド・ダガーしょう、The CWA Diamond Dagger Lifetime Achievement Award ）は、CWA賞の一つで、英国推理作家協会が功績を残した推理作家に贈る文学賞。1986年に新設された。カルティエがスポンサーを務めた創設時から2011年までの25年間は、カルティエ・ダイヤモンド・ダガー賞（Cartier Diamond Dagger ）という名だった。
受賞の資格は、英国推理作家協会員であることのほかに、作家としてキャリアが維持されていること、推理小説の分野で大きな貢献を果たした英語で書かれた作品（または諸外国語から英語に翻訳された作品も可）を持つことなどが挙げられる。賞は純粋に功績のみが評価され、年齢・性別・国籍は問われない。

## 歴代受賞者

### 1980年代
- 1986年 - エリック・アンブラー
- 1987年 - P・D・ジェイムズ
- 1988年 - ジョン・ル・カレ
- 1989年 - ディック・フランシス

### 1990年代
- 1990年 - ジュリアン・シモンズ
- 1991年 - ルース・レンデル
- 1992年 - レスリー・チャータリス
- 1993年 - エリス・ピーターズ
- 1994年 - マイケル・ギルバート
- 1995年 - レジナルド・ヒル
- 1996年 - H・R・F・キーティング
- 1997年 - コリン・デクスター
- 1998年 - エド・マクベイン
- 1999年 - マーガレット・ヨーク（英語版）

### 2000年代
- 2000年 - ピーター・ラヴゼイ
- 2001年 - ライオネル・デヴィッドスン[1]
- 2002年 - サラ・パレツキー[2]
- 2003年 - ロバート・バーナード（英語版）[3]
- 2004年 - ローレンス・ブロック[4]
- 2005年 - イアン・ランキン[5]
- 2006年 - エルモア・レナード[6]
- 2007年 - ジョン・ハーヴェイ[7]
- 2008年 - スー・グラフトン[8]
- 2009年 - アンドリュー・テイラー（英語版）[9]

### 2010年代
- 2010年 - ヴァル・マクダーミド[10]
- 2011年 - リンゼイ・デイヴィス[11]
- 2012年 - フレデリック・フォーサイス[12]
- 2013年 - リー・チャイルド[13]
- 2014年 - サイモン・ブレット（英語版）[14]
- 2015年 - キャサリン・エアード（英語版）[15]
- 2016年 - Peter James
- 2017年 - アン・クリーヴス
- 2018年 - マイクル・コナリー
- 2019年 - ロバート・ゴダード

### 2020年代
- 2020年 - マーティン・エドワーズ
- 2021年 - マーティナ・コール
- 2022年 - C・J・サンソム
- 2023年 - ウォルター・モズリイ
- 2024年 - ジェイムズ・リー・バーク、Lynda La Plante
- 2025年 - Mick Herron